# Geschützter Landschaftsbestandteil Feuchtgebiet Weidekamp

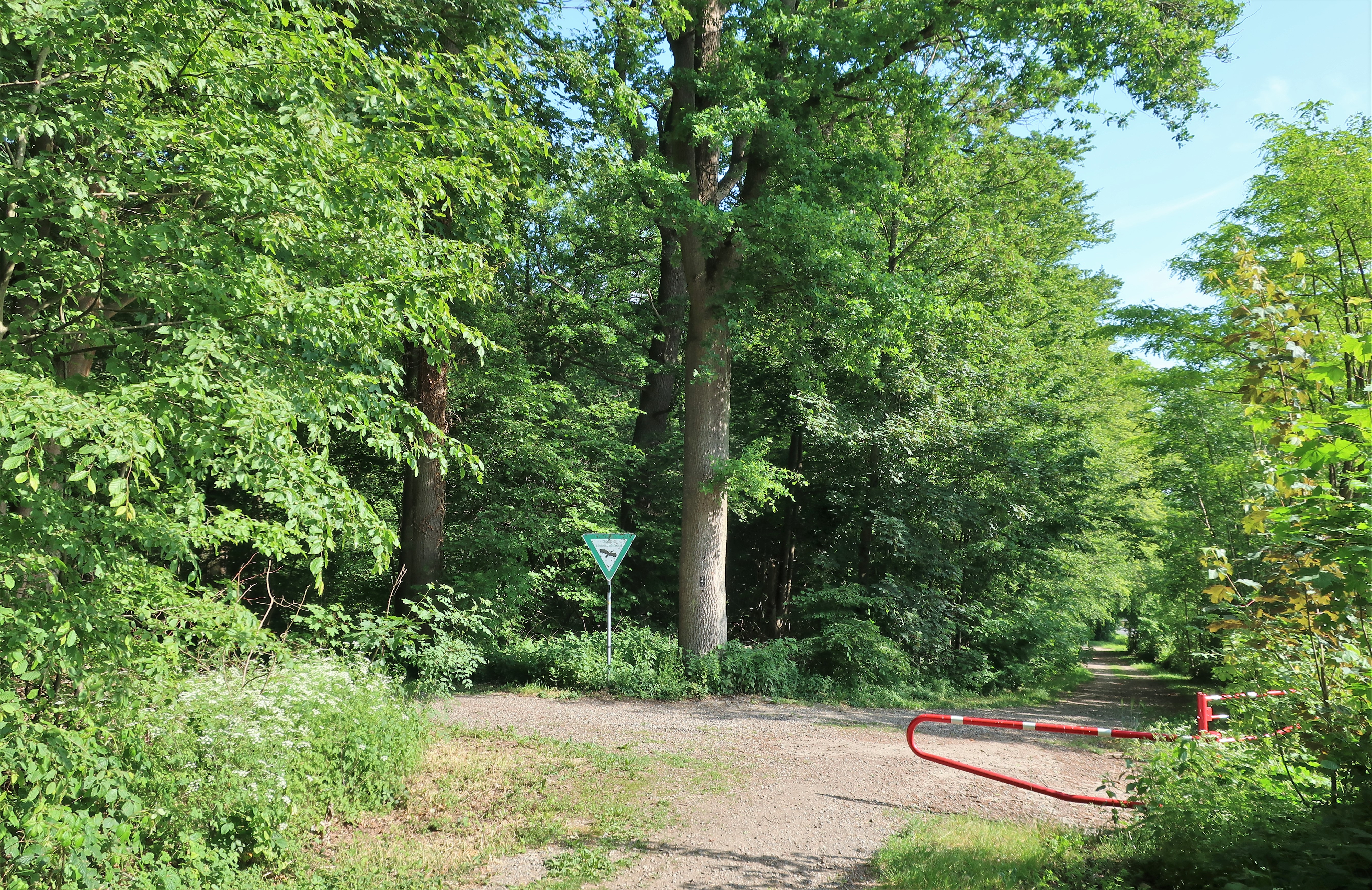
Geschützter Landschaftsbestandteil Feuchtgebiet Weidekamp

Der Geschützte Landschaftsbestandteil Feuchtgebiet Weidekamp mit einer Flächengröße von 0,96 ha liegt auf dem Gebiet der kreisfreien Stadt Hagen in Nordrhein-Westfalen. Der LB wurde 1994 mit dem Landschaftsplan der Stadt Hagen vom Stadtrat von Hagen ausgewiesen.

## Beschreibung
Beschreibung laut Landschaftsplan: „Der geschützte Landschaftsbestandteil liegt nordwestlich der Weidekampstraße. Es handelt sich um einen Laubmischwald mit Quellbereichen und Kleingewässern.“

## Schutzzweck
Laut Landschaftsplan erfolgte die Ausweisung „zur Sicherung der Leistungsfähigkeit des Naturhaushalts durch den Erhalt von Feuchtbiotopen als Lebensraum insbesondere für die charakteristischen Pflanzen- und Tierarten der Quell- und Sumpfzonen“.